# The Strand Magazine
The Strand Magazine – założony przez George’a Newnesa miesięcznik zawierający opowiadania i artykuły. Był publikowany w Wielkiej Brytanii od stycznia 1891 do marca 1950 dochodząc do 711 wydań, choć pierwsze wydanie było w sprzedaży dobrze przed Bożym Narodzeniem w 1890. O jego nagłej popularności świadczy wstępna sprzedaż prawie 300 000 egzemplarzy. Sprzedaż wzrastała w pierwszych miesiącach aż wyniosła około 500 000 sztuk miesięcznie.  Nakład taki utrzymywał się do lat trzydziestych XX wieku. W latach 1891–1930 miesięcznik był redagowany przez Herberta Greenhougha Smitha.

## Beletrystyka
Opowiadania Arthura Conana Doyle’a o Sherlocku Holmesie z ilustracjami Sidneya Pageta po raz pierwszy ukazały się właśnie w tym magazynie. Wraz z pojawianiem się w odcinkach Psa Baskerville’ów sprzedaż osiągnęła swój najwyższy wynik. Czytelnicy ustawiali się w kolejkach przed biurami wydawnictwa czekając na kolejny odcinek. Opowiadania Ernesta Williama Hornunga o „złodzieju dżentelmenie” A.J.Rafflesie pierwszy raz ukazały się w The Strand w latach dziewięćdziesiątych XIX wieku. W The Strand swoje dzieła publikowali także Grant Allen, Margery Allingham, J.E. Preston Muddock, H.G. Wells, E.C. Bentley, Agatha Christie, C.B. Fry, Walter Goodman, E. Nesbit, W.W. Jacobs, Rudyard Kipling, Arthur Morrison, Dorothy L. Sayers, Georges Simenon, Edgar Wallace, Max Beerbohm, P.G. Wodehouse, Dornford Yates, a nawet Winston Churchill. Jeden szkic narysowany przez królową Wiktorię przedstawiający jedno z jej dzieci ukazał się za jej zgodą.

## Łamigłówki
Wraz z różnymi opowiadaniami i ilustracjami magazyn był znany także przez jakiś czas jako źródło przełomowych łamigłówek wydawanych w kolumnie o nazwie Perplexity (gmatwanina, dylemat), pierwszy raz napisane przez Henry’ego Dudeneya. Edytował tę kolumnę od 1910 do swojej śmierci w 1930. Następnie G.H. Savage stał się jej edytorem, a wkrótce dołączył do niego William Thomas Williams.

## Okładka
Symboliczna okładka, ilustracja przedstawiająca widok na wschód londyńskiej ulicy Strand w kierunku kościoła St Mary-le Strand, z tytułem zawieszonym na liniach telegraficznych była dziełem wiktoriańskiego artysty i rysownika George’a Charlesa Haité. Początkowy projekt okładki przedstawiał narożną tabliczkę z nazwą ulicy Burleigh Street, gdzie pierwotnie mieściła się siedziba wydawnictwa. Napis na tablicy na projekcie Haite został później zmieniony, kiedy Newnes przeniósł biura na sąsiadującą ulicę Southampton Street. Wariacja tego samego projektu została przedstawiona na okładce siostrzanego tytułu tegoż magazynu, The Strand Musical Magazine.

## Ostatnie wydania
Po zmianie formatu na mniejszy, bardziej „streszczony” rozmiar w październiku 1941, The Strand ostatecznie zakończył publikację w marcu 1950, zmuszony przez spadający nakład i wzrost kosztów. Jego ostatnim wydawcą był Macdonald Hastings, korespondent wojenny i późniejszy reporter telewizyjny.
The Strand powrócił w 1998 i opublikował dzieła kilku znanych pisarzy, takich jak John Mortimer, Ray Bradbury, Alexander McCall, Ruth Rendell, Colin Dexter i Edward Hoch.